# Tania Alyhr
Tania Ninita Alyhr, född 5 januari 1948 i Stockholm, är en svensk designer och textilkonstnär. Hon är dotter till konstnären Stig Alyhr och Vanja, född Näs.
Tania Alyhr studerade på Konstfack i Stockholm 1968–1972 och arbetade senare som textildesigner för bland annat Tampella, Ikea, Åhléns, Strömma och Almedahl. Hennes tapetmönster användes av bland andra Duro, Eko-Tapet, Boråstapeter, Zemi Tapet och Sandudd. 
Hon undervisade i textiltryck, färgning och mönsterkomposition på bland annat Konstnärernas Kollektivverkstad, Textilinstitutet och Anders Beckmans skola. Hon har varit medlem i Textilgruppen sedan 1973, Studio M sedan 1983 och från 1988 lär hon ut textiltryck på Konstfack. 
Tania Alyhr har gjort kostym för film och teater och ställt ut i bl. a. Sverige, USA, Island och Norge samt i vissa länder i Afrika.
Flera av hennes verk är representerade i Västerbottens museum, Röhsska museet[källa behövs] och Nordiska museet.